# 어썰트큐브
어썰트큐브(AssaultCube, 이전 명칭: 액션큐브/ActionCube)는 큐브 기반이면서 동일 엔진인 큐브 엔진(Cube Engine)을 탑재한 오픈 소스 1인칭 비디오 게임이다. 어썰트큐브가 다인용 온라인 게이밍에 집중하고 있지만 1인용 모드는 컴퓨터 조정 봇들로 구성된다.
어썰트큐브는 대역을 효율적으로 활용하므로 56kbit/초 정도로 낮은 연결 속도에서도 게임을 구동할 수 있게 한다. 더 오래된 컴퓨터 하드웨어에서도 구동할 수 있다.
어썰트큐브는 마이크로소프트 윈도우, 리눅스, macOS, FreeBSD, 안드로이드에서 무료로 즐길 수 있다. 게임 엔진은 자유 소프트웨어이지만 그래픽스와 같은 수반이 되는 게임 미디어 중 일부는 비자유 라이선스, CC BY-NC-SA 크리에이티브 커먼즈 라이선스로 배포되므로 이 게임은 전반적으로 프리웨어로 간주된다.